# Søndre Ringvej (Hirtshals)
 For alternative betydninger, se Søndre Ringvej. (Se også artikler, som begynder med Søndre Ringvej)
Søndre Ringvej er en to sporet omfartsvej der går syd om Hirtshals. Vejen er en del af primærrute 55  der går fra Aalborg til Hirtshals, og er med til at lede trafikken uden om Hirtshals Centrum, så byen ikke bliver belastet af for meget gennemkørende trafik.
Vejen forbinder Hovedvejen i vest med Dalsagervej i øst, og har forbindelse til, Margrethevej og Kærvej.